# Xenorhina scheepstrai
Espèce
Synonymes
- Xenobatrachus scheepstrai Blum & Menzies, 1989 "1988"

Statut de conservation UICN

 DD  : Données insuffisantes
Xenorhina scheepstrai est une espèce d'amphibiens de la famille des Microhylidae.

## Répartition
Cette espèce est endémique du centre de la province indonésienne de Papouasie en Nouvelle-Guinée occidentale. Elle n'est connue que dans sa localité type, à environ 1 400 m d'altitude,.

## Étymologie
Cette espèce est nommée en l'honneur de G. Scheepstra, qui a collecté l'holotype.

## Publication originale
- Blum & Menzies, 1989 "1988" : Notes on Xenobatrachus and Xenorhina (Amphibia: Microhylidae) from New Guinea with description of nine new species. Alytes, vol. 7, no 4, p. 125-163.